# Nova Esperança
Nova Esperança (en español: Nueva Esperanza) es un municipio brasileño del estado de Paraná. Creada a través de la Ley Estatal n.º 790, del 14 de noviembre de 1951, fue instalado oficialmente en 14 de diciembre de 1952, siendo separado de Mandaguari.

## Geografía
Posee un área de 402,587 km² representando 0,2015 % del estado, 0,0713 % de la región y 0,0047 % de todo el territorio brasilero. Se localiza a una latitud 23°11′2″ sur y a una longitud 52º12'18" oeste, estando a una altitud de 550 metros. Su población estimada es de 36.444 habitantes.

### Demografía
Datos del censo - 2000
Población total: 25.729
- Urbana: 21.785
- Rural: 3.944
- Hombres: 12.681
- Mujeres: 13.048

Índice de Desarrollo Humano Municipal (IDH-M): 0,748
- Idh salario: 0,697
- Idh longevidad: 0,696
- Idh educación: 0,850

## Educación Superior
FANP - Facultad del Noroeste Paranaense.